# Formuła 1 Sezon 2022
Sezon 2022 Formuły 1, oficjalnie FIA Formula One World Championship 2022 – 73. sezon Mistrzostw Świata Formuły 1.
W tym sezonie wprowadzone zostały nowe regulacje techniczne. Miały one pierwotnie zostać wprowadzone w 2021 roku, lecz z powodu pandemii COVID-19 zostały one przeniesione na ten sezon. Tytuł mistrza świata kierowców po raz drugi wywalczył Max Verstappen. Wśród konstruktorów po raz piąty tytuł zdobył austriacki zespół Red Bull Racing.

## Prezentacje samochodów
Źródło: www.formula1.com
| Samochód                          | Data prezentacji                                                         |
| --------------------------------- | ------------------------------------------------------------------------ |
| Haas VF-22                        | 4 lutego 2022 (malowanie pierwotne), 10 marca 2022 (malowanie zmienione) |
| Red Bull RB18                     | 9 lutego 2022                                                            |
| Aston Martin AMR22                | 10 lutego 2022                                                           |
| McLaren MCL36                     | 11 lutego 2022                                                           |
| AlphaTauri AT03                   | 14 lutego 2022                                                           |
| Williams FW44                     | 15 lutego 2022                                                           |
| Ferrari F1-75                     | 17 lutego 2022                                                           |
| Mercedes-AMG F1 W13 E Performance | 18 lutego 2022                                                           |
| Alpine A522                       | 21 lutego 2022                                                           |
| Alfa Romeo C42                    | 27 lutego 2022                                                           |

## Lista startowa
| Zespół                                         | Konstruktor           | Samochód             | Silnik (1.6l V6T)   | Opony | Nr | Kierowcy wyścigowi | Rundy       | Kierowcy rezerwowi                                  |
| ---------------------------------------------- | --------------------- | -------------------- | ------------------- | ----- | -- | ------------------ | ----------- | --------------------------------------------------- |
| Oracle Red Bull Racing                         | Red Bull Racing-RBPT  | RB18                 | Red Bull RBPTH001   | P     | 1  | Max Verstappen     | 1-22        | Liam Lawson                                         |
| Oracle Red Bull Racing                         | Red Bull Racing-RBPT  | RB18                 | Red Bull RBPTH001   | P     | 11 | Sergio Pérez       | 1-22        | Liam Lawson                                         |
| McLaren F1 Team                                | McLaren-Mercedes      | MCL36                | Mercedes AMG F1 M13 | P     | 3  | Daniel Ricciardo   | 1-22        | Oscar Piastri                                       |
| McLaren F1 Team                                | McLaren-Mercedes      | MCL36                | Mercedes AMG F1 M13 | P     | 4  | Lando Norris       | 1-22        | Oscar Piastri                                       |
| Aston Martin Aramco Cognizant Formula One Team | Aston Martin-Mercedes | AMR22                | Mercedes AMG F1 M13 | P     | 5  | Sebastian Vettel   | 3-22        | Nico Hülkenberg Felipe Drugovich                    |
| Aston Martin Aramco Cognizant Formula One Team | Aston Martin-Mercedes | AMR22                | Mercedes AMG F1 M13 | P     | 18 | Lance Stroll       | 1-22        | Nico Hülkenberg Felipe Drugovich                    |
| Aston Martin Aramco Cognizant Formula One Team | Aston Martin-Mercedes | AMR22                | Mercedes AMG F1 M13 | P     | 27 | Nico Hülkenberg    | 1-2         | Nico Hülkenberg Felipe Drugovich                    |
| Williams Racing                                | Williams-Mercedes     | FW44                 | Mercedes AMG F1 M13 | P     | 6  | Nicholas Latifi    | 1-22        | Logan Sargeant                                      |
| Williams Racing                                | Williams-Mercedes     | FW44                 | Mercedes AMG F1 M13 | P     | 23 | Alexander Albon    | 1-15, 17-22 | Logan Sargeant                                      |
| Williams Racing                                | Williams-Mercedes     | FW44                 | Mercedes AMG F1 M13 | P     | 45 | Nyck de Vries      | 16          | Logan Sargeant                                      |
| Scuderia AlphaTauri                            | AlphaTauri-RBPT       | AT03                 | Red Bull RBPTH001   | P     | 10 | Pierre Gasly       | 1-22        | Liam Lawson                                         |
| Scuderia AlphaTauri                            | AlphaTauri-RBPT       | AT03                 | Red Bull RBPTH001   | P     | 22 | Yūki Tsunoda       | 1-22        | Liam Lawson                                         |
| BWT Alpine F1 Team                             | Alpine-Renault        | A522                 | Renault E-Tech RE22 | P     | 14 | Fernando Alonso    | 1-22        | Oscar Piastri                                       |
| BWT Alpine F1 Team                             | Alpine-Renault        | A522                 | Renault E-Tech RE22 | P     | 31 | Esteban Ocon       | 1-22        | Oscar Piastri                                       |
| Scuderia Ferrari                               | Ferrari               | F1-75                | Ferrari 066/7       | P     | 16 | Charles Leclerc    | 1-22        | Antonio Giovinazzi Mick Schumacher Robert Szwarcman |
| Scuderia Ferrari                               | Ferrari               | F1-75                | Ferrari 066/7       | P     | 55 | Carlos Sainz Jr.   | 1-22        | Antonio Giovinazzi Mick Schumacher Robert Szwarcman |
| Haas F1 Team                                   | Haas-Ferrari          | VF-22                | Ferrari 066/7       | P     | 20 | Kevin Magnussen    | 1-22        | Pietro Fittipaldi                                   |
| Haas F1 Team                                   | Haas-Ferrari          | VF-22                | Ferrari 066/7       | P     | 47 | Mick Schumacher    | 1-22        | Pietro Fittipaldi                                   |
| Alfa Romeo F1 Team ORLEN                       | Alfa Romeo-Ferrari    | C42                  | Ferrari 066/7       | P     | 24 | Zhou Guanyu        | 1-22        | Robert Kubica                                       |
| Alfa Romeo F1 Team ORLEN                       | Alfa Romeo-Ferrari    | C42                  | Ferrari 066/7       | P     | 77 | Valtteri Bottas    | 1-22        | Robert Kubica                                       |
| Mercedes-AMG Petronas Formula One Team         | Mercedes              | F1 W13 E Performance | Mercedes AMG F1 M13 | P     | 44 | Lewis Hamilton     | 1-22        | Stoffel Vandoorne Nyck de Vries                     |
| Mercedes-AMG Petronas Formula One Team         | Mercedes              | F1 W13 E Performance | Mercedes AMG F1 M13 | P     | 63 | George Russell     | 1-22        | Stoffel Vandoorne Nyck de Vries                     |
| Zespół                                         | Konstruktor           | Samochód             | Silnik (1.6l V6T)   | Opony | Nr | Kierowcy wyścigowi | Rundy       | Kierowcy rezerwowi                                  |

### Piątkowi kierowcy
Jeśli kierowca brał udział w piątkowym treningu, symbol oznacza, którego z kierowców wyścigowych zastąpił.

Udział kierowcy w całym weekendzie wyścigowym zaznaczono przez pogrubioną nazwę zespołu, w którym startował.
| Kierowca           | Nr | Zespół          | Bahrajn | Arabia Saudyjska | Australia | Emilia-Romania | Stany Zjednoczone | Hiszpania | Monako | Azerbejdżan | Kanada | Wielka Brytania | Austria | Francja | Węgry | Belgia | Holandia | Włochy   | Singapur | Japonia | Stany Zjednoczone | Meksyk |     |     |
| ------------------ | -- | --------------- | ------- | ---------------- | --------- | -------------- | ----------------- | --------- | ------ | ----------- | ------ | --------------- | ------- | ------- | ----- | ------ | -------- | -------- | -------- | ------- | ----------------- | ------ | --- | --- |
| Nyck de Vries      | 19 | Mercedes        |         |                  |           |                |                   |           |        |             |        |                 |         | HAM     |       |        |          |          |          |         |                   | RUS    |     |     |
| Nyck de Vries      | 34 | Aston Martin    |         |                  |           |                |                   |           |        |             |        |                 |         |         |       |        |          | VET      |          |         |                   |        |     |     |
| Nyck de Vries      | 45 | Williams        |         |                  |           |                |                   | ALB       |        |             |        |                 |         |         |       |        |          | Williams |          |         |                   |        |     |     |
| Álex Palou         | 28 | McLaren         |         |                  |           |                |                   |           |        |             |        |                 |         |         |       |        |          |          |          |         | RIC               |        |     |     |
| Pato O’Ward        | 28 | McLaren         |         |                  |           |                |                   |           |        |             |        |                 |         |         |       |        |          |          |          |         |                   |        |     | NOR |
| Felipe Drugovich   | 34 | Aston Martin    |         |                  |           |                |                   |           |        |             |        |                 |         |         |       |        |          |          |          |         |                   |        |     | STR |
| Jüri Vips          | 36 | Red Bull Racing |         |                  |           |                |                   | PER       |        |             |        |                 |         |         |       |        |          |          |          |         |                   |        |     |     |
| Robert Szwarcman   | 39 | Ferrari         |         |                  |           |                |                   |           |        |             |        |                 |         |         |       |        |          |          |          |         | LEC               |        |     | SAI |
| Liam Lawson        | 36 | AlphaTauri      |         |                  |           |                |                   |           |        |             |        |                 |         |         |       | GAS    |          |          |          |         |                   | TSU    |     |     |
| Liam Lawson        | 36 | Red Bull Racing |         |                  |           |                |                   |           |        |             |        |                 |         |         |       |        |          |          |          |         |                   |        |     | VER |
| Logan Sargeant     | 45 | Williams        |         |                  |           |                |                   |           |        |             |        |                 |         |         |       |        |          |          |          |         | LAT               | ALB    | ALB | LAT |
| Pietro Fittipaldi  | 51 | Haas            |         |                  |           |                |                   |           |        |             |        |                 |         |         |       |        |          |          |          |         |                   | MAG    |     | MSC |
| Jack Doohan        | 82 | Alpine          |         |                  |           |                |                   |           |        |             |        |                 |         |         |       |        |          |          |          |         |                   | OCO    |     | ALO |
| Robert Kubica      | 88 | Alfa Romeo      |         |                  |           |                |                   | ZHO       |        |             |        |                 |         | BOT     | BOT   |        |          |          |          |         |                   |        |     | ZHO |
| Théo Pourchaire    | 98 | Alfa Romeo      |         |                  |           |                |                   |           |        |             |        |                 |         |         |       |        |          |          |          |         | BOT               |        |     |     |
| Antonio Giovinazzi | 99 | Haas            |         |                  |           |                |                   |           |        |             |        |                 |         |         |       |        |          | MSC      |          |         | MAG               |        |     |     |

### Przed rozpoczęciem sezonu

#### Zmiany wśród zespołów
- Z końcem sezonu 2021, Honda wycofała się z Formuły 1[51]. Projekt silnika japońskiego producenta przejął Red Bull, tworząc Red Bull Powertrains Limited[52]. Koncern będzie dostarczać jednostki ekipom Red Bull Racing i Scuderia AlphaTauri pod nazwą Red Bull[5].
- Saudyjski koncern Aramco został drugim sponsorem tytularnym zespołu Aston Martin[15].
- Oracle zostało sponsorem tytularnym zespołu Red Bull Racing[3].
- Po sezonie 2021, BWT przestało sponsorować zespół Aston Martin. 11 lutego 2021 ogłoszono, że austriackie przedsiębiorstwo zostanie sponsorem tytularnym zespołu Alpine[26].
- 24 lutego 2022 zespół Haas ogłosił zmianę nazwy na "Haas F1 Team" (bez nazwy sponsora tytularnego) w związku z inwazją Rosji na Ukrainę[53]. Następnego dnia zespół w ramach jazd testowych zaprezentował tymczasowe biało-czarne malowanie bolidu[54].

#### Zmiany wśród kierowców
- Kimi Räikkönen ogłosił zakończenie kariery w Formule 1 po sezonie 2021[55]. Jego miejsce w Alfie Romeo zajął Valtteri Bottas[47].
- Nowym partnerem zespołowym Lewisa Hamiltona w zespole Mercedes został George Russell, który po trzech sezonach opuści zespół Williams[50].
- Alexander Albon wrócił do Formuły 1, zastępując George’a Russella w ekipie Williams[22].
- Zhou Guanyu zastąpił Antonio Giovinazziego w ekipie Alfa Romeo[46].
- Nikita Mazepin początkowo miał kontynuować współpracę z zespołem Haas na sezon 2022, lecz 5 marca ekipa ogłosiła rozwiązanie kontraktu z rosyjskim kierowcą[56]. Jego miejsce zajął Kevin Magnussen, który powrócił do zespołu[40].

### Zmiany w trakcie sezonu
- Przed rozpoczęciem Grand Prix Bahrajnu, Sebastian Vettel otrzymał pozytywny wynik na obecność koronawirusa. Jego zastępcą na ten wyścig został Nico Hülkenberg[20]. Kierowca zastąpił Vettela także w Grand Prix Arabii Saudyjskiej[57].
- Przed 3 sesją treningową do Grand Prix Włoch u Alexandra Albona zdiagnozowano zapalenie wyrostka robaczkowego, co uniemożliwiło mu dalszy start. Jego zastępcą w tym GP został Nyck de Vries[23].

## Kalendarz
Kalendarz został opublikowany 15 października 2021. 25 lutego 2022 Grand Prix Rosji, które miało się odbyć w dniach 23–25 września, zostało odwołane wskutek inwazji Rosji na Ukrainę. 18 maja sezon został oficjalnie skrócony do 22 wyścigów.
| 1 | 2 | 3 | 4 |
| --- | --- | --- | --- |
| Grand Prix Bahrajnu 18–20 marca Szczegółowy rezultatPP: Ch. Leclerc (Ferrari) P1: Ch. Leclerc (Ferrari) NO: Ch. Leclerc (Ferrari)               | Grand Prix Arabii Saudyjskiej 25–27 marca Szczegółowy rezultatPP: S. Pérez (Red Bull) P1: M. Verstappen (Red Bull) NO: Ch. Leclerc (Ferrari) | Grand Prix Australii 8–10 kwietnia Szczegółowy rezultatPP: Ch. Leclerc (Ferrari) P1: Ch. Leclerc (Ferrari) NO: Ch. Leclerc (Ferrari)        | Grand Prix Emilii-Romanii 22–24 kwietnia Szczegółowy rezultatPP: M. Verstappen (Red Bull) P1: M. Verstappen (Red Bull) NO: M. Verstappen (Red Bull) |
| 5 | 6 | 7 | 8 |
| Grand Prix Miami 6–8 maja Szczegółowy rezultatPP: Ch. Leclerc (Ferrari) P1: M. Verstappen (Red Bull) NO: M. Verstappen (Red Bull)               | Grand Prix Hiszpanii 20–22 maja Szczegółowy rezultatPP: Ch. Leclerc (Ferrari) P1: M. Verstappen (Red Bull) NO: S. Pérez (Red Bull)           | Grand Prix Monako 27–29 maja Szczegółowy rezultatPP: Ch. Leclerc (Ferrari) P1: S. Pérez (Red Bull) NO: L. Norris (McLaren)                  | Grand Prix Azerbejdżanu 10–12 czerwca Szczegółowy rezultatPP: Ch. Leclerc (Ferrari) P1: M. Verstappen (Red Bull) NO: S. Pérez (Red Bull)            |
| 9 | 10 | 11 | 12 |
| Grand Prix Kanady 17–19 czerwca Szczegółowy rezultatPP: M. Verstappen (Red Bull) P1: M. Verstappen (Red Bull) NO: C. Sainz Jr. (Ferrari)        | Grand Prix Wielkiej Brytanii 1–3 lipca Szczegółowy rezultatPP: C. Sainz Jr. (Ferrari) P1: C. Sainz Jr. (Ferrari) NO: L. Hamilton (Mercedes)  | Grand Prix Austrii 8–10 lipca Szczegółowy rezultatPP: M. Verstappen (Red Bull) P1: Ch. Leclerc (Ferrari) NO: M. Verstappen (Red Bull)       | Grand Prix Francji 22–24 lipca Szczegółowy rezultatPP: Ch. Leclerc (Ferrari) P1: M. Verstappen (Red Bull) NO: C. Sainz Jr. (Ferrari)                |
| 13 | 14 | 15 | 16 |
| Grand Prix Węgier 29–31 lipca Szczegółowy rezultatPP: G. Russell (Mercedes) P1: M. Verstappen (Red Bull) NO: L. Hamilton (Mercedes)             | Grand Prix Belgii 26–28 sierpnia Szczegółowy rezultatPP: C. Sainz Jr. (Ferrari) P1: M. Verstappen (Red Bull) NO: M. Verstappen (Red Bull)    | Grand Prix Holandii 2–4 września Szczegółowy rezultatPP: M. Verstappen (Red Bull) P1: M. Verstappen (Red Bull) NO: M. Verstappen (Red Bull) | Grand Prix Włoch 9–11 września Szczegółowy rezultatPP: Ch. Leclerc (Ferrari) P1: M. Verstappen (Red Bull) NO: S. Pérez (Red Bull)                   |
| 17 | 18 | 19 | 20 |
| Grand Prix Singapuru 30 września–2 października Szczegółowy rezultatPP: Ch. Leclerc (Ferrari) P1: S. Pérez (Red Bull) NO: G. Russell (Mercedes) | Grand Prix Japonii 7–9 października Szczegółowy rezultatPP: M. Verstappen (Red Bull) P1: M. Verstappen (Red Bull) NO: Z. Guanyu (Alfa Romeo) | Grand Prix USA 21–23 października Szczegółowy rezultatPP: C. Sainz Jr. (Ferrari) P1: M. Verstappen (Red Bull) NO: G. Russell (Mercedes)     | Grand Prix Meksyku 28–30 października Szczegółowy rezultatPP: M. Verstappen (Red Bull) P1: M. Verstappen (Red Bull) NO: G. Russell (Mercedes)       |
| 21 | 22 | | |
| Grand Prix São Paulo 11–13 listopada Szczegółowy rezultatPP: K. Magnussen (Haas) P1: G. Russell (Mercedes) NO: G. Russell (Mercedes)            | Grand Prix Abu Zabi 18–20 listopada Szczegółowy rezultatPP: M. Verstappen (Red Bull) P1: M. Verstappen (Red Bull) NO: L. Norris (McLaren)    | | |

### Zmiany w kalendarzu
- W kalendarzu znalazł się nowy wyścig, Grand Prix Miami[61]. Areną zmagań został tor Miami International Autodrome[62], zlokalizowany wokół Hard Rock Stadium. Dzięki temu, po raz pierwszy od 1984 odbyły się dwa wyścigi Formuły 1 w Stanach Zjednoczonych w jednym sezonie[58].
- Grand Prix Australii, Grand Prix Kanady, Grand Prix Singapuru oraz Grand Prix Japonii powróciły po dwóch latach przerwy. W sezonach 2020 i 2021 wyścigi były odwołane wskutek pandemii COVID-19[58].
- Z kalendarza zniknęły wyścigi o Grand Prix Portugalii, Grand Prix Styrii oraz Grand Prix Turcji[58].
- Ze względu na organizację Mistrzostw Świata w Piłce Nożnej, wyścig o Grand Prix Kataru nie znalazł się w kalendarzu, jednak wyścig powróci do kalendarza w sezonie 2023[58].
- Grand Prix Emilii-Romanii zachowa swoje miejsce w kalendarzu, zajmując miejsce przeznaczone pierwotnie dla Grand Prix Chin[58].
- Grand Prix Arabii Saudyjskiej zostanie przeniesiony z grudnia na marzec[58].
- Grand Prix Francji zostanie przeniesiony z czerwca na lipiec[58].
- Grand Prix Rosji, które miało się odbyć w dniach 23–25 września, zostało odwołane wskutek inwazji Rosji na Ukrainę[59].

## Zmiany w przepisach
- Samochody zostały przeprojektowane – mają prostsze przednie skrzydła, zabudowane felgi, dwupoziomowe tylne skrzydło, skrzydełka nad przednimi kołami oraz podłogę z tunelami, co skutkuje utworzeniem efektu przypowierzchniowego, który został zakazany po sezonie 1983[63]. Przednie skrzydło zostało zwężone z 2000 do 1950 mm, maksymalna wysokość samochodu została powiększona – z 950 do 960 mm, a średnica kół została zwiększona z 670 do 720 mm[64].
- W samochodach Formuły 1 używane są 18-calowe felgi. Wcześniej wprowadzono je do Formuły 2 w 2020, aby przetestować zmiany w zachowaniu opon[65]. Pierwotnie sugerowano zakazanie używania koców grzewczych, jednak decyzję cofnięto po sprzeciwie Pirelli[66]. W tym celu, w sezonach 2019-2021 zorganizowano ponad 30 dni testowych, w trakcie których zespoły sprawdzały zachowanie nowych konstrukcji[67].
- Zwiększona została waga minimalna bolidów z 752 do 795 kilogramów[64]
- Wszystkie zespoły Formuły 1 muszą skorzystać z mieszanki paliwa, oznaczonej jako E10, która wykorzystuje biokomponenty – jego celem jest redukcja szkodliwych substancji dla środowiska[68].
- Sprinty pozostały w Formule 1 – promotor wyścigów chciał zwiększenia ilości takich wyścigów, jednak na to nie zgodziły się zespoły, które chciały podniesienia limitu budżetowego. W związku z tym postanowiono o organizacji wyścigów sprinterskich podczas Grand Prix Emilii-Romanii, Grand Prix Austrii i Grand Prix São Paulo[69].
- Zmieniono system punktacji sprintów – od tego sezonu punkty otrzymuje ośmiu najlepszych kierowców według następującego klucza: 8-7-6-5-4-3-2-1[69].
- Podczas Grand Prix Emilii-Romanii, Grand Prix Austrii i Grand Prix São Paulo o tym, kto zdobędzie pole position, zadecydują wyniki z piątkowych kwalifikacji[69].
- Władze Formuły 1 i FIA, w związku z kontrowersjami dotyczącymi przyznania punktów za Grand Prix Belgii 2021 przedstawiła zmiany w systemie przyznawania punktów. Aby punkty zostały w ogóle przyznane, lider wyścigu musi przejechać co najmniej dwa okrążenia bez wirtualnej neutralizacji bądź samochodu bezpieczeństwa. Decyzja musiała zostać zatwierdzona przez Światową Radę Sportu Motorowego[70]. Przepis ten ma jedynie zastosowanie, jeżeli wyścig zostanie przerwany, w innym przypadku zostanie przyznane 100% punktów[71]. W takim wypadku rozkład punktów wygląda następująco:

| Wariant                                                                | P1 | P2 | P3 | P4 | P5 | P6 | P7 | P8 | P9 | P10 |
| ---------------------------------------------------------------------- | -- | -- | -- | -- | -- | -- | -- | -- | -- | --- |
| W przypadku przejechania więcej niż 75% dystansu wyścigu               | 25 | 18 | 15 | 12 | 10 | 8  | 6  | 4  | 2  | 1   |
| W przypadku przejechania między 50 a 75% dystansu wyścigu              | 19 | 14 | 12 | 9  | 8  | 6  | 5  | 3  | 2  | 1   |
| W przypadku przejechania między 25 a 50% dystansu wyścigu              | 13 | 10 | 8  | 6  | 5  | 4  | 3  | 2  | 1  |     |
| W przypadku przejechania minimum dwóch okrążeń do 25% dystansu wyścigu | 6  | 4  | 3  | 2  | 1  |    |    |    |    |     |

- W związku z likwidacją czwartkowego dnia medialnego, przesunięte zostały godziny rozpoczęcia piątkowych sesji treningowych[72].
- Zlikwidowana zostanie zasada, mówiąca o tym, że kierowcy zakwalifikowani do Q3 muszą startować w wyścigu na oponach używanych w Q2. Od tej pory cała stawka będzie mogła dowolnie wybrać opony na start wyścigu[73].

### Zmiany w kierownictwie
- W lutym 2022, FIA poinformowała, że Michael Masi stracił stanowisko dyrektora wyścigów Formuły 1 – jego funkcję pełnią naprzemiennie Eduardo Freitas (który pozostanie dyrektorem wyścigów WEC) i Niels Wittich, były dyrektor wyścigów DTM, zaś Herbie Blash został stałym starszym doradcą[74].
- FIA wprowadziła wirtualny system kontroli wyścigu, porównywalny do systemu VAR, używanego w piłce nożnej[74]. Komunikacja radiowa między dyrekcją wyścigów a szefami zespołów została wyłączona[74].

## Klasyfikacje
| Legenda oznaczeń w tabelach wyników Wyświetl szablon na nowej stronie | Legenda oznaczeń w tabelach wyników Wyświetl szablon na nowej stronie                                                                     |
| Oznaczenie                                                            | Wyjaśnienie |
| --------------------------------------------------------------------- | --- |
| Złoty                                                                 | Zwycięzca lub mistrzostwo |
| Srebrny                                                               | 2. miejsce lub wicemistrzostwo |
| Brązowy                                                               | 3. miejsce lub II wicemistrzostwo |
| Zielony                                                               | Ukończył, punktował (w klasyfikacji generalnej, gdy zdobył co najmniej jeden punkt na przestrzeni sezonu, poza trzema powyższymi opcjami) |
| Niebieski                                                             | Ukończył, nie punktował (w klasyfikacji generalnej, gdy nie zdobył co najmniej jednego punktu na przestrzeni sezonu)                      |
| Czerwony                                                              | Nie zakwalifikował się (NZ) |
| Czerwony                                                              | Nie prekwalifikował się (NPK) |
| Różowy                                                                | Nie ukończył (NU) |
| Różowy                                                                | Niesklasyfikowany (NS) (w klasyfikacji generalnej, gdy nie został sklasyfikowany w żadnym wyścigu sezonu)                                 |
| Czarny                                                                | Zdyskwalifikowany (DK) |
| Czarny                                                                | Wykluczony (WYK/EX) |
| Biały                                                                 | Nie wystartował (NW) |
| Biały                                                                 | Kontuzjowany (K/INJ) |
| Biały                                                                 | Wyścig odwołany (OD/C) |
| Bez koloru                                                            | Został wycofany (WYC/WD) |
| Bez koloru                                                            | Nie przybył (NP/DNA) |
| Bez koloru                                                            | Nie brał udziału w treningach (NT/DNP) |
| Bez koloru                                                            | Nie został zgłoszony (–) |
| Pogrubienie                                                           | Start z pole position |
| Kursywa                                                               | Najszybsze okrążenie wyścigu |
| †                                                                     | Nie ukończył, ale jego rezultat został zaliczony ze względu na przejechanie więcej niż 90% dystansu wyścigu.                              |
| *                                                                     | Sezon w trakcie |
| 1/2/3                                                                 | Punktowana pozycja w sprincie |
| Lista systemów punktacji Formuły 1                                    | |

### Kierowcy
| Poz.    | Kierowca         | Konstruktor         | Bahrajn | Arabia Saudyjska | Australia | Emilia-Romania | Stany Zjednoczone | Hiszpania | Monako | Azerbejdżan | Kanada | Wielka Brytania | Austria | Francja | Węgry | Belgia | Holandia | Włochy | Singapur | Japonia | Stany Zjednoczone | Meksyk |     |     | Pkt. |
| ------- | ---------------- | ------------------- | ------- | ---------------- | --------- | -------------- | ----------------- | --------- | ------ | ----------- | ------ | --------------- | ------- | ------- | ----- | ------ | -------- | ------ | -------- | ------- | ----------------- | ------ | --- | --- | ---- |
| 1       | Max Verstappen   | Red Bull Racing     | 19†     | 1                | NU        | 1              | 1                 | 1         | 3      | 1           | 1      | 7               | 21      | 1       | 1     | 1      | 1        | 1      | 7        | 1       | 1                 | 1      | 64  | 1   | 454  |
| 2       | Charles Leclerc  | Ferrari             | 1       | 2                | 1         | 62             | 2                 | NU        | 4      | NU          | 5      | 4               | 12      | NU      | 6     | 6      | 3        | 2      | 2        | 3       | 3                 | 6      | 46  | 2   | 308  |
| 3       | Sergio Pérez     | Red Bull Racing     | 18†     | 4                | 2         | 23             | 4                 | 2         | 1      | 2           | NU     | 2               | NU5     | 4       | 5     | 2      | 5        | 6      | 1        | 2       | 4                 | 3      | 75  | 3   | 305  |
| 4       | George Russell   | Mercedes            | 4       | 5                | 3         | 4              | 5                 | 3         | 5      | 3           | 4      | NU              | 4       | 3       | 3     | 4      | 2        | 3      | 14       | 8       | 5                 | 4      | 1   | 5   | 275  |
| 5       | Carlos Sainz Jr. | Ferrari             | 2       | 3                | NU        | NU4            | 3                 | 4         | 2      | NU          | 2      | 1               | NU3     | 5       | 4     | 3      | 8        | 4      | 3        | NU      | NU                | 5      | 32  | 4   | 246  |
| 6       | Lewis Hamilton   | Mercedes            | 3       | 10               | 4         | 13             | 6                 | 5         | 8      | 4           | 3      | 3               | 38      | 2       | 2     | NU     | 4        | 5      | 9        | 5       | 2                 | 2      | 23  | 18† | 240  |
| 7       | Lando Norris     | McLaren             | 15      | 7                | 5         | 35             | NU                | 8         | 6      | 9           | 15     | 6               | 7       | 7       | 7     | 12     | 7        | 7      | 4        | 10      | 6                 | 9      | NU7 | 6   | 122  |
| 8       | Esteban Ocon     | Alpine              | 7       | 6                | 7         | 14             | 8                 | 7         | 12     | 10          | 6      | NU              | 56      | 8       | 9     | 7      | 9        | 11     | NU       | 4       | 11                | 8      | 8   | 7   | 92   |
| 9       | Fernando Alonso  | Alpine              | 9       | NU               | 17        | NU             | 11                | 9         | 7      | 7           | 9      | 5               | 10      | 6       | 8     | 5      | 6        | NU     | NU       | 7       | 7                 | 19†    | 5   | NU  | 81   |
| 10      | Valtteri Bottas  | Alfa Romeo Racing   | 6       | NU               | 8         | 57             | 7                 | 6         | 9      | 11          | 7      | NU              | 11      | 14      | 20†   | NU     | NU       | 13     | 11       | 15      | NU                | 10     | 9   | 15  | 49   |
| 11      | Daniel Ricciardo | McLaren             | 14      | NU               | 6         | 186            | 13                | 12        | 13     | 8           | 11     | 13              | 9       | 9       | 15    | 15     | 17       | NU     | 5        | 11      | 16                | 7      | NU  | 9   | 37   |
| 12      | Sebastian Vettel | Aston Martin Aramco | –       | –                | NU        | 8              | 17†               | 11        | 10     | 6           | 12     | 9               | 17      | 11      | 10    | 8      | 14       | NU     | 8        | 6       | 8                 | 14     | 11  | 10  | 37   |
| 13      | Kevin Magnussen  | Haas                | 5       | 9                | 14        | 98             | 16†               | 17        | NU     | NU          | 17     | 10              | 87      | NU      | 16    | 16     | 15       | 16     | 12       | 14      | 9                 | 17     | NU8 | 17  | 25   |
| 14      | Pierre Gasly     | AlphaTauri          | NU      | 8                | 9         | 12             | NU                | 13        | 11     | 5           | 14     | NU              | 15      | 12      | 12    | 9      | 11       | 8      | 10       | 18      | 14                | 11     | 14  | 14  | 23   |
| 15      | Lance Stroll     | Aston Martin Aramco | 12      | 13               | 12        | 10             | 10                | 15        | 14     | NU          | 10     | 11              | 13      | 10      | 11    | 11     | 10       | NU     | 6        | 12      | NU                | 15     | 10  | 8   | 18   |
| 16      | Mick Schumacher  | Haas                | 11      | NW               | 13        | 17             | 15                | 14        | NU     | 14          | NU     | 8               | 6       | 15      | 14    | 17     | 13       | 12     | 13       | 17      | 15                | 16     | 16  | 16  | 12   |
| 17      | Yūki Tsunoda     | AlphaTauri          | 8       | NW               | 15        | 7              | 12                | 10        | 17     | 13          | NU     | 14              | 16      | NU      | 19    | 13     | NU       | 14     | NU       | 13      | 10                | NU     | 17  | 11  | 12   |
| 18      | Zhou Guanyu      | Alfa Romeo Racing   | 10      | 11               | 11        | 15             | NU                | NU        | 16     | NU          | 8      | NU              | 14      | 16†     | 13    | 14     | 16       | 10     | NU       | 16      | 12                | 13     | 12  | 12  | 6    |
| 19      | Alexander Albon  | Williams            | 13      | 14†              | 10        | 11             | 9                 | 18        | NU     | 12          | 13     | NU              | 12      | 13      | 17    | 10     | 12       | WD     | NU       | NU      | 13                | 12     | 15  | 13  | 4    |
| 20      | Nicholas Latifi  | Williams            | 16      | NU               | 16        | 16             | 14                | 16        | 15     | 15          | 16     | 12              | NU      | NU      | 18    | 18     | 18       | 15     | NU       | 9       | 17                | 18     | 16  | 19† | 2    |
| 21      | Nyck de Vries    | Williams            | –       | –                | –         | –              | –                 | –         | –      | –           | –      | –               | –       | –       | –     | –      | –        | 9      | –        | –       | –                 | –      | –   | –   | 2    |
| 22      | Nico Hülkenberg  | Aston Martin Aramco | 17      | 12               | –         | –              | –                 | –         | –      | –           | –      | –               | –       | –       | –     | –      | –        | –      | –        | –       | –                 | –      | –   | –   | 0    |
| Poz.    | Kierowca         | Konstruktor         | Bahrajn | Arabia Saudyjska | Australia | Emilia-Romania | Stany Zjednoczone | Hiszpania | Monako | Azerbejdżan | Kanada | Wielka Brytania | Austria | Francja | Węgry | Belgia | Holandia | Włochy | Singapur | Japonia | Stany Zjednoczone | Meksyk |     |     | Pkt. |
| Źródło: |                  |                     |         |                  |           |                |                   |           |        |             |        |                 |         |         |       |        |          |        |          |         |                   |        |     |     |      |

### Konstruktorzy
| Poz.    | Konstruktor                  | Nr | Bahrajn | Arabia Saudyjska | Australia | Emilia-Romania | Stany Zjednoczone | Hiszpania | Monako | Azerbejdżan | Kanada | Wielka Brytania | Austria | Francja | Węgry | Belgia | Holandia | Włochy | Singapur | Japonia | Stany Zjednoczone | Meksyk |     |     | Pkt. |
| ------- | ---------------------------- | -- | ------- | ---------------- | --------- | -------------- | ----------------- | --------- | ------ | ----------- | ------ | --------------- | ------- | ------- | ----- | ------ | -------- | ------ | -------- | ------- | ----------------- | ------ | --- | --- | ---- |
| 1       | Red Bull Racing-RBPT         | 1  | 19†     | 1                | NU        | 1              | 1                 | 1         | 3      | 1           | 1      | 7               | 21      | 1       | 1     | 1      | 1        | 1      | 7        | 1       | 1                 | 1      | 64  | 1   | 759  |
| 1       | Red Bull Racing-RBPT         | 11 | 18†     | 4                | 2         | 23             | 4                 | 2         | 1      | 2           | NU     | 2               | NU5     | 4       | 5     | 2      | 5        | 6      | 1        | 2       | 4                 | 3      | 75  | 3   | 759  |
| 2       | Ferrari                      | 16 | 1       | 2                | 1         | 62             | 2                 | NU        | 4      | NU          | 5      | 4               | 12      | NU      | 6     | 6      | 3        | 2      | 2        | 3       | 3                 | 6      | 46  | 2   | 554  |
| 2       | Ferrari                      | 55 | 2       | 3                | NU        | NU4            | 3                 | 4         | 2      | NU          | 2      | 1               | NU3     | 5       | 4     | 3      | 8        | 4      | 3        | NU      | NU                | 5      | 32  | 4   | 554  |
| 3       | Mercedes                     | 63 | 4       | 5                | 3         | 4              | 5                 | 3         | 5      | 3           | 4      | NU              | 4       | 3       | 3     | 4      | 2        | 3      | 14       | 8       | 5                 | 4      | 1   | 5   | 515  |
| 3       | Mercedes                     | 44 | 3       | 10               | 4         | 13             | 6                 | 5         | 8      | 4           | 3      | 3               | 38      | 2       | 2     | NU     | 4        | 5      | 9        | 5       | 2                 | 2      | 23  | 18† | 515  |
| 4       | Alpine-Renault               | 31 | 7       | 6                | 7         | 14             | 8                 | 7         | 12     | 10          | 6      | NU              | 56      | 8       | 9     | 7      | 9        | 11     | NU       | 4       | 11                | 8      | 8   | 7   | 173  |
| 4       | Alpine-Renault               | 14 | 9       | NU               | 17        | NU             | 11                | 9         | 7      | 7           | 9      | 5               | 10      | 6       | 8     | 5      | 6        | NU     | NU       | 7       | 7                 | 19†    | 5   | NU  | 173  |
| 5       | McLaren-Mercedes             | 4  | 15      | 7                | 5         | 35             | NU                | 8         | 6      | 9           | 15     | 6               | 7       | 7       | 7     | 12     | 7        | 7      | 4        | 10      | 6                 | 9      | NU7 | 6   | 159  |
| 5       | McLaren-Mercedes             | 3  | 14      | NU               | 6         | 186            | 13                | 12        | 13     | 8           | 11     | 13              | 9       | 9       | 15    | 15     | 17       | NU     | 5        | 11      | 16                | 7      | NU  | 9   | 159  |
| 6       | Alfa Romeo Racing-Ferrari    | 77 | 6       | NU               | 8         | 57             | 7                 | 6         | 9      | 11          | 7      | NU              | 11      | 14      | 20†   | NU     | NU       | 13     | 11       | 15      | NU                | 10     | 9   | 15  | 55   |
| 6       | Alfa Romeo Racing-Ferrari    | 24 | 10      | 11               | 11        | 15             | NU                | NU        | 16     | NU          | 8      | NU              | 14      | 16†     | 13    | 14     | 16       | 10     | NU       | 16      | 12                | 13     | 12  | 12  | 55   |
| 7       | Aston Martin Aramco-Mercedes | 5  | –       | –                | NU        | 8              | 17†               | 11        | 10     | 6           | 12     | 9               | 17      | 11      | 10    | 8      | 14       | NU     | 8        | 6       | 8                 | 14     | 11  | 10  | 55   |
| 7       | Aston Martin Aramco-Mercedes | 18 | 12      | 13               | 12        | 10             | 10                | 15        | 14     | NU          | 10     | 11              | 13      | 10      | 11    | 11     | 10       | NU     | 6        | 12      | NU                | 15     | 10  | 8   | 55   |
| 7       | Aston Martin Aramco-Mercedes | 27 | 17      | 12               | –         | –              | –                 | –         | –      | –           | –      | –               | –       | –       | –     | –      | –        | –      | –        | –       | –                 | –      | –   | –   | 55   |
| 8       | Haas-Ferrari                 | 20 | 5       | 9                | 14        | 98             | 16†               | 17        | NU     | NU          | 17     | 10              | 87      | NU      | 16    | 16     | 15       | 16     | 12       | 14      | 9                 | 17     | NU8 | 17  | 37   |
| 8       | Haas-Ferrari                 | 47 | 11      | NW               | 13        | 17             | 15                | 14        | NU     | 14          | NU     | 8               | 6       | 15      | 14    | 17     | 13       | 12     | 13       | 17      | 15                | 16     | 13  | 16  | 37   |
| 9       | AlphaTauri-RBPT              | 10 | NU      | 8                | 9         | 12             | NU                | 13        | 11     | 5           | 14     | NU              | 15      | 12      | 12    | 9      | 11       | 8      | 10       | 18      | 14                | 11     | 14  | 14  | 35   |
| 9       | AlphaTauri-RBPT              | 22 | 8       | NW               | 15        | 7              | 12                | 10        | 17     | 13          | NU     | 14              | 16      | NU      | 19    | 13     | NU       | 14     | NU       | 13      | 10                | NU     | 17  | 11  | 35   |
| 10      | Williams-Mercedes            | 23 | 13      | 14†              | 10        | 11             | 9                 | 18        | NU     | 12          | 13     | NU              | 12      | 13      | 17    | 10     | 12       | WD     | NU       | NU      | 13                | 12     | 15  | 13  | 8    |
| 10      | Williams-Mercedes            | 6  | 16      | NU               | 16        | 16             | 14                | 16        | 15     | 15          | 16     | 12              | NU      | NU      | 18    | 18     | 18       | 15     | NU       | 9       | 17                | 18     | 16  | 19† | 8    |
| 10      | Williams-Mercedes            | 45 | –       | –                | –         | –              | –                 | –         | –      | –           | –      | –               | –       | –       | –     | –      | –        | 9      | –        | –       | –                 | –      | –   | –   | 8    |
| Poz.    | Konstruktor                  | Nr | Bahrajn | Arabia Saudyjska | Australia | Emilia-Romania | Stany Zjednoczone | Hiszpania | Monako | Azerbejdżan | Kanada | Wielka Brytania | Austria | Francja | Węgry | Belgia | Holandia | Włochy | Singapur | Japonia | Stany Zjednoczone | Meksyk |     |     | Pkt. |
| Źródło: |                              |    |         |                  |           |                |                   |           |        |             |        |                 |         |         |       |        |          |        |          |         |                   |        |     |     |      |